# Platygaster laricis
Platygaster laricis är en stekelart som beskrevs av Alexander Henry Haliday 1836. Platygaster laricis ingår i släktet Platygaster och familjen gallmyggesteklar. Inga underarter finns listade i Catalogue of Life.